# مايك كالدويل
مايك كالدويل (بالإنجليزية: Mike Caldwell)‏ هو لاعب كرة قدم أمريكية أمريكي، ولد في 31 أغسطس 1971 في أوك ريدج في الولايات المتحدة.

## وصلات خارجية
- مايك كالدويل على موقع مرجع كرة القدم المحترفة.كوم (الإنجليزية)